# 二十一条 (共产国际)
二十一条（俄语：21 условие），正式名称为加入共产国际的条件（俄语：Условия приёма в Коммунистический Интернационал），是主要由列宁起草的各国社会党加入1919年建立的共产国际的条件。该文件在1920年的共产国际第二次代表大会上通过。
中国共产党于1922年7月在上海召开的第二次全国代表大会上通过《中国共产党加入第三国际决议案》，决定接受二十一条，成为共产国际的支部。

## 工人国际法国支部大会
1920年12月，工人国际法国支部（SFIO）图尔大会上, 二十一条不被通过。尽管由吕多维克-奥斯卡·弗罗萨尔、费尔南·洛里奥特、鲍里斯·苏瓦林和马赛尔·加香领导的多数派主张接受二十一条。此后多数派随即成立共产国际法国支部(SFIC)，之后改名为法国共产党 (PCF)。